# Франкфорт (селище, Нью-Йорк)
Франкфорт (англ. Frankfort) — селище (англ. village) в США, в окрузі Геркаймер штату Нью-Йорк. Населення — 2320 осіб (2020).

## Географія
Франкфорт розташований за координатами 43°2′16″ пн. ш. 75°4′18″ зх. д. / 43.03778° пн. ш. 75.07167° зх. д. (43.037753, -75.071582).  За даними Бюро перепису населення США в 2010 році селище мало площу 2,67 км², з яких 2,63 км² — суходіл та 0,04 км² — водойми.

## Демографія
Згідно з переписом 2010 року, у селищі мешкало 2598 осіб у 1084 домогосподарствах у складі 679 родин. Густота населення становила 973 особи/км².  Було 1183 помешкання (443/км²).
Расовий склад населення:
| - 97,0 % — білих - 0,7 % — чорних або афроамериканців - 0,3 % — азіатів - 0,2 % — корінних американців |

До двох чи більше рас належало 1,6 %. Частка іспаномовних становила 1,5 % від усіх жителів.
За віковим діапазоном населення розподілялося таким чином: 23,7 % — особи молодші 18 років, 61,1 % — особи у віці 18—64 років, 15,2 % — особи у віці 65 років та старші. Медіана віку мешканця становила 38,5 року. На 100 осіб жіночої статі у селищі припадало 91,5 чоловіків;  на 100 жінок у віці від 18 років та старших — 89,4 чоловіків також старших 18 років.
Середній дохід на одне домашнє господарство  становив 51 646 доларів США (медіана — 43 208), а середній дохід на одну сім'ю — 61 955 доларів (медіана — 54 706). Медіана доходів становила 38 063 долари для чоловіків та 34 635 доларів для жінок. За межею бідності перебувало 21,6 % осіб, у тому числі 30,1 % дітей у віці до 18 років та 7,3 % осіб у віці 65 років та старших.
Цивільне працевлаштоване населення становило 1159 осіб. Основні галузі зайнятості: освіта, охорона здоров'я та соціальна допомога — 27,5 %, мистецтво, розваги та відпочинок — 11,5 %, роздрібна торгівля — 11,1 %, виробництво — 11,0 %.